# Lio
Lio (Vanda Maria Ribeiro Furtado Tavares de Vasconcelos, Mangualde, 1962. június 17.– ) portugáliai születésű, Belgiumban élő énekesnő, aki az 1980-as években igen népszerű popzenei ikon volt Belgiumban és Franciaországban.

## Élete
Wanda Maria Ribeiro Furtado Tavares de Vasconcelos néven született Mangualde településen, Portugáliában. Amikor apját behívták katonai szolgálatra, a család Mozambikba költözött, de 1968-ban a szülők elváltak, Wanda pedig anyjával a belga fővárosba, Brüsszelbe költözött; féltestvére, a később színészi pályára lépett Helena Noguerra már ott született.  Ő maga már a tízes éveiben elhatározta, hogy énekes lesz, e döntésében bátorította Jacques Duvall énekes és dalszövegíró, családjának egyik barátja is; művésznevét egy akkor népszerű egyik szereplőjéről vette.
1979-ben készítette el első, "Le Banana Split" című lemezét, Duvall-lal és zenésztársaival együtt, amely a következő időszakban világszerte több mint egymillió példányban kelt el, illetve az "Amoureux solitaires" című dalt, amely eredetileg a Stinky Toys nevű punkbanda száma volt. Lio mindkét számmal feljutott a franciaországi toplisták élére, s a siker nyomán rövidesen megjelent az énekesnő első albuma is. Dalai közül néhányat rövidesen angol nyelvre is lefordítottak, ily módon a következő években angol nyelvterületen (elsősorban Kanadában) is ismertté vált.
Második albuma 1983-ban jelent meg, ugyanebben az évben debütált a filmvásznon is, Chantal Akerman Golden Eighties című könnyed, vicces zenés filmben. Pályája a következő években újabb lemezekkel folytatódott, közben (1988-ban) egy kislánynak is életet adott, nem sokkal később pedig lehetőséget kapott egy európai áruházlánc divatkollekciójának megtervezésére is. 1990-1991 folyamán három filmben is szerepet kapott, ugyanebben az időszakban újabb albuma jelent meg, Des fleurs pour un caméléon címmel. Az 1990-es évek derekán a népszerűsége némileg csökkent, ő maga egy időre vissza is vonult a zenei élettől, csak egy, kisebb sikerű albuma jelent meg ekkoriban. Az ezredforduló közeledtével ismét megnőtt az aktivitása, több koncertturnét is tartott európai és észak-afrikai országokban. Színházi szerepet is kapott: több mint 250 alkalommal szerepelt a Le bébé című színdarabban, amit Marc Goldberg állított színpadra, Marie Darrieussecq könyve alapján.
2008 óta többször is volt zsűritag francia és belga tehetségkutató műsorokban, 2009-ben pedig a Phantom nevű rockbandával tért vissza előadóként is a zenei életbe.

## Diszkográfia

### Kislemezek
- Le Banana Split (1979)
- Amoureux solitaires (1980)
- Amicalement votre (1980)
- Sage comme une image (1980)
- Mona Lisa (1982)
- Zip a doo wah (1983)
- La reine des pommes (1983)
- Tétéou (1985)
- Les brunes comptent pas pour des prunes (1986)
- Les filles veulent tout (1986)
- Fallait pas commencer (1987)
- Je casse tout ce que je touche (1987)
- Chauffeur suivez cette voiture (1987)
- La Bamba (1987)
- Seules les filles pleurent (1988)
- Tu es formidable (1989)
- The Girl From Ipanema (1990)
- L'autre joue (1991)
- Le Banana Split 95 (1995)
- Tristeza (1996)
- A la fête des animaux (1996)
- Ganja (1998)
- Je suis comme je suis (2000)
- Les hommes me vont si bien (2005)
- Les matins de Paris (2007)
- Je ne veux que ton bien (2009)
- La veille de ma naissance (2009)
- Poupée pop (2014)

### Albumok
- Lio (1980)
- Amour toujours (1983)
- Pop model (1986)
- Can Can (1988)
- Des fleurs pour un caméléon (1991)
- Wandatta (1996)
- Lio chante Prévert (2000)
- Dites Au Prince Charmant (2005)
- Phantom Featuring Lio (2009)

### Élő koncertalbumok
- 2003: Cœur de rubis

### Válogatáslemezek
- 1982: Suite sixtine
- 1995: Peste Of!
- 2005: Les Pop Songs (Best Of 1)
- 2005: Les Ballades (Best Of 2)
- 2005: Pop Box - 25 Years In Pop
- 2008: Je Garde Quelques Images... Pour Mes Vies Postérieures

## Filmográfia

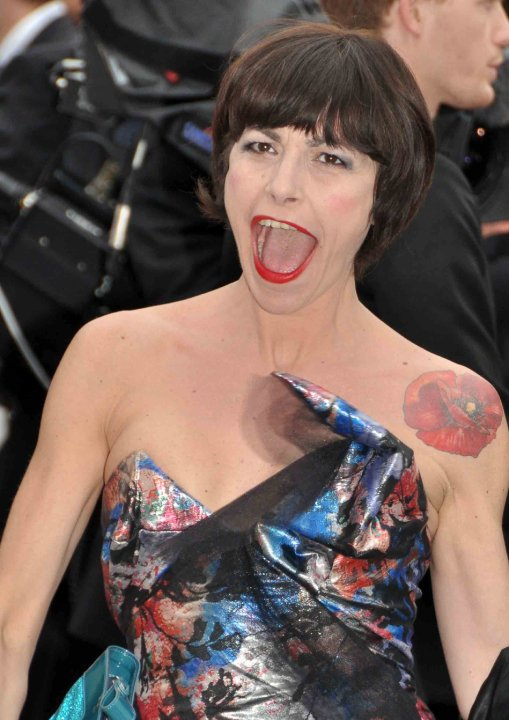
Lio a 2010-es Cannes-i Filmfesztiválon

- Elsa Elsa (1985, r. Didier Haudepin)
- Golden Eighties (1986, r. Chantal Akerman)
- Itinéraire d'un enfant gâté (1988, r. Claude Lelouch; magyarul: Egy elkényeztetett gyermek utazása / Útkereső)
- Chambre à part (1989, r. Jacky Cukier)
- Sale comme un ange (1991, r. Catherine Breillat)
- Jalousie (1991, r. Kathleen Fonmarty)
- Rock-A-Doodle (1991)
- Après l'amour (1992, r. Diane Kurys)
- Sans un cri (1992, r. Jeanne Labrune)
- Personne ne m'aime (1994, r. Marion Vernoux)
- Dieu, l'amant de ma mère et le fils du charcutier (1995)
- Carnages (2002, r. Delphine Gleize)
- C'est la vie, camarade ! (r. Bernard Uzan)
- Colette, une femme libre (2004, r. Nadine Trintignant)
- Mariages ! (2004, r. Valérie Guignabode)
- Les invisibles (2005, r. Thierry Jousse)
- The Last Mistress (2007, r. Catherine Breillat)
- Lost Signs (2007, r. Didier Albert)
- Le Prince de ce monde (2008, r. Manu Gomez)
- La robe du soir (2009, r. Myriam Aziza)
- A dix minutes de nulle part (2010)
- Tiger Lily (tv-sorozat) (2013)
- Henri (2013, r. Yolande Moreau)

## Bibliográfia
- Pop model. J'ai lu (2005). ISBN 2-290-34721-3

## Fordítás
- Ez a szócikk részben vagy egészben  a   Lio című angol Wikipédia-szócikk fordításán alapul.  Az eredeti cikk szerkesztőit annak laptörténete sorolja fel. Ez a jelzés csupán a megfogalmazás eredetét és a szerzői jogokat jelzi, nem szolgál a cikkben szereplő információk forrásmegjelöléseként.